# Brachypremna brevigenua
Brachypremna brevigenua is een tweevleugelige uit de familie langpootmuggen (Tipulidae). De soort komt voor in het Neotropisch gebied.